# Dennis Bermudez
Dennis Ross Bermudez (Saugerties, 13 dicembre 1986) è un lottatore di arti marziali miste statunitense di origini portoricane.
Combatte nella divisione dei pesi piuma per l'organizzazione statunitense UFC; nel 2011 è stato finalista del torneo dell'undicesima stagione del reality show The Ultimate Fighter.

## Carriera nelle arti marziali miste

### Inizi
Dennis Ross Bermudez vanta un ottimo background nella lotta collegiale, avendo lottato nella prima divisione NCAA dove divenne un all-american.
Il suo debutto nelle MMA professionistiche è datato 2009, e tra il novembre di quell'anno e giugno 2010 ottenne sei vittorie consecutive, una di queste in un evento su suolo statunitense della promozione russa M-1 Global.
Successivamente prese parte al torneo dei pesi leggeri Shine Fights 3 Grand Prix, dove nei quarti di finale sconfisse Shannon Gugerty ma in semifinale patì la prima sconfitta in carriera per mano dell'esperto Drew Fickett.
Seguì un'ulteriore sconfitta venuta ancora una volta per sottomissione, e successivamente Bermudez venne scelto dalla prestigiosa UFC per prendere parte all'undicesima stagione del reality show The Ultimate Fighter nella categoria dei pesi piuma.

### The Ultimate Fighter
Bermudez venne inserito nel team guidato da Jason Miller ed opposto alla squadra di Michael Bisping.
Nel primo turno Bermudez si sbarazzò del campione KOTC Jimmie Rivera per KO Tecnico; successivamente mise KO anche Stephen Bass, and in semifinale superò per sottomissione il quotato svedese Akira Corassani, raggiungendo così la finale del torneo ed ottenendo un sicuro contratto da parte dell'UFC.

### Ultimate Fighting Championship
Bermudez esordì in UFC nel dicembre del 2011 giocandosi la finale del torneo dei pesi piuma contro l'aggressivo brasiliano Diego Brandão: Bermudez venne sconfitto per sottomissione durante il primo round, e fu la sua terza sconfitta consecutiva in incontri ufficiali e la terza per sottomissione; quella sera ottenne il premio Fight of the Night.
I successivi due anni andarono alla grande per Bermudez che inanellò ben cinque vittorie consecutive rispettivamente contro Pablo Garza, Tommy Hayden, Matt Grice, Max Holloway e Steven Siler, ottenendo anche un paio di premi per la miglior sottomissione della serata ed il miglior incontro della serata in due dei cinque incontri.
Nel 2014 venne opposto ad avversari di maggior spessore, ma i risultati non cambiarono in quanto Bermudez mise KO il grappler Jimy Hettes ed ottenne un'importante vittoria sul top fighter Clay Guida, nonché due riconoscimenti Performance of the Night.
La sua striscia vincente venne però interrotta da Ricardo Lamas all'evento UFC 180; quest'ultimo riuscì a stordire Bermudez con una serie di colpi al primo round, per poi chiuderlo in una poderosa ghigliottina.
A luglio patisce un'altra sconfitta da parte di Jeremy Stephens all'evento UFC 189, perdendo a pochi secondi dall'inizio del terzo round; durante la terza ripresa infatti venne colpito in pieno volto con una ginocchiata e successivamente da una serie di pugni che posero fine all'incontro.
Il 17 gennaio 2016 Bermudez avrebbe dovuto affrontare Maximo Blanco. Tuttavia, nei primi giorni di dicembre fu colpito da un'infezione allo stafilococco nello stinco e venne rimpiazzato da Luke Sanders. Dopo un recupero veloce, affrontò Tatsuya Kawajiri il 21 di febbraio, vincendo l'incontro per decisione unanime.
Ad agosto affrontò Rony Jason all'evento UFC Fight Night 92, vincendo l'incontro per decisione unanime.

### Risultati nelle arti marziali miste
Gli incontri segnati su sfondo grigio si riferiscono ad incontri di esibizione non ufficiali o comunque non validi per essere integrati nel record da professionista.
| Risultato | Record | Avversario       | Metodo                                    | Evento                                            | Data              | Round | Tempo | Città                        | Note                                         |
| --------- | ------ | ---------------- | ----------------------------------------- | ------------------------------------------------- | ----------------- | ----- | ----- | ---------------------------- | -------------------------------------------- |
| Vittoria  | 16-5   | Rony Jason       | Decisione (unanime)                       | UFC Fight Night: Rodriguez vs. Caceres            | 6 agosto 2016     | 3     | 5:00  | Salt Lake City, Stati Uniti  |                                              |
| Vittoria  | 15-5   | Tatsuya Kawajiri | Decisione (unanime)                       | UFC Fight Night: Cowboy vs. Cowboy                | 21 febbraio 2016  | 3     | 5:00  | Pittsburgh, Stati Uniti      |                                              |
| Sconfitta | 14-5   | Jeremy Stephens  | KO Tecnico (ginocchiata in salto e pugni) | UFC 189: Mendes vs. McGregor                      | 11 luglio 2015    | 3     | 0:32  | Las Vegas, Stati Uniti       | Incontro Catchweight 67.81 kg                |
| Sconfitta | 14-4   | Ricardo Lamas    | Sottomissione (ghigliottina)              | UFC 180: Werdum vs. Hunt                          | 15 novembre 2014  | 1     | 3:18  | Città del Messico, Messico   |                                              |
| Vittoria  | 14-3   | Clay Guida       | Sottomissione (rear naked choke)          | UFC on Fox: Lawler vs. Brown                      | 26 luglio 2014    | 2     | 2:57  | San Jose, Stati Uniti        |                                              |
| Vittoria  | 13-3   | Jimy Hettes      | KO Tecnico (ginocchiata e pugni)          | UFC 171: Hendricks vs. Lawler                     | 15 marzo 2014     | 3     | 2:57  | Dallas, Stati Uniti          |                                              |
| Vittoria  | 12-3   | Steven Siler     | Decisione (unanime)                       | UFC: Fight for the Troops 3                       | 6 novembre 2013   | 3     | 5:00  | Fort Campbell, Stati Uniti   |                                              |
| Vittoria  | 11-3   | Max Holloway     | Decisione (non unanime)                   | UFC 160: Velasquez vs. Bigfoot 2                  | 25 maggio 2013    | 3     | 5:00  | Las Vegas, Stati Uniti       |                                              |
| Vittoria  | 10-3   | Matt Grice       | Decisione (non unanime)                   | UFC 157: Rousey vs. Carmouche                     | 23 febbraio 2013  | 3     | 5:00  | Anaheim, Stati Uniti         |                                              |
| Vittoria  | 9-3    | Tommy Hayden     | Sottomissione (ghigliottina)              | UFC 150: Henderson vs. Edgar II                   | 11 agosto 2012    | 1     | 4:43  | Denver, Stati Uniti          |                                              |
| Vittoria  | 8-3    | Pablo Garza      | Decisione (unanime)                       | UFC on Fox: Diaz vs. Miller                       | 5 maggio 2012     | 3     | 5:00  | East Rutherford, Stati Uniti |                                              |
| Sconfitta | 7-3    | Diego Brandão    | Sottomissione (armbar)                    | The Ultimate Fighter 14 Finale                    | 3 dicembre 2011   | 1     | 4:51  | Las Vegas, Stati Uniti       | Torneo dei Pesi Piuma TUF 14, Finale         |
| Vittoria  | NU     | Akira Corassani  | Sottomissione (ghigliottina)              | The Ultimate Fighter 14                           | 9 novembre 2011   | 1     | 3:12  | Las Vegas, Stati Uniti       | Torneo dei Pesi Piuma TUF 14, Semifinale     |
| Vittoria  | NU     | Stephen Bass     | KO Tecnico (pugni)                        | The Ultimate Fighter 14                           | 12 ottobre 2011   | 2     | 2:58  | Las Vegas, Stati Uniti       | Torneo dei Pesi Piuma TUF 14, Secondo turno  |
| Vittoria  | NU     | Jimmie Rivera    | KO Tecnico (pugni)                        | The Ultimate Fighter 14                           | 21 settembre 2011 | 2     | 1:40  | Las Vegas, Stati Uniti       | Torneo dei Pesi Piuma TUF 14, Primo turno    |
| Sconfitta | 7–2    | Jordan Rinaldi   | Sottomissione (rear naked choke)          | PAFC 4                                            | 20 novembre 2010  | 1     | 2:13  | Harrisburg, Stati Uniti      |                                              |
| Sconfitta | 7–1    | Drew Fickett     | Sottomissione (rear naked choke)          | Shine Fights 3: 2010 Lightweight Grand Prix       | 10 settembre 2010 | 1     | 2:02  | Newkirk, Stati Uniti         | Torneo dei Pesi Leggeri SF, Semifinale       |
| Vittoria  | 7–0    | Shannon Gugerty  | Decisione (unanime)                       | Shine Fights 3: 2010 Lightweight Grand Prix       | 10 settembre 2010 | 3     | 5:00  | Newkirk, Stati Uniti         | Torneo dei Pesi Leggeri SF, Quarti di finale |
| Vittoria  | 6–0    | Joey Carroll     | Decisione (unanime)                       | PAFC 3                                            | 26 giugno 2010    | 3     | 5:00  | Harrisburg, Stati Uniti      |                                              |
| Vittoria  | 5–0    | Kevin Roddy      | Decisione (unanime)                       | M-1 Selection 2010: The Americas Round 1          | 3 aprile 2010     | 3     | 5:00  | Atlantic City, Stati Uniti   |                                              |
| Vittoria  | 4–0    | Jeremiah Gurley  | KO Tecnico (pugni)                        | Deathroll MMA: There's Gonna Be A Fight Tonight 2 | 12 marzo 2010     | 1     | 1:55  | Monessen, Stati Uniti        |                                              |
| Vittoria  | 3–0    | Marcos Maciel    | KO Tecnico (pugni)                        | PAFC 2                                            | 7 febbraio 2010   | 1     | 2:57  | Harrisburg, Stati Uniti      |                                              |
| Vittoria  | 2–0    | Jimmy Seipel     | Sottomissione (ghigliottina)              | Asylum FL 25                                      | 6 febbraio 2010   | 2     | 0:41  | Filadelfia, Stati Uniti      |                                              |
| Vittoria  | 1–0    | Chris Connor     | KO Tecnico (pugni)                        | PAFC 1                                            | 6 novembre 2009   | 1     | 4:01  | Harrisburg, Stati Uniti      |                                              |
| Vittoria  | NU     | George Taylor    | Sottomissione (rear naked choke)          | Operation Octagon 8                               | 15 agosto 2009    | 1     | 2:49  | Manassas, Stati Uniti        |                                              |